# Hugh N. Kennedy
Pour les articles homonymes, voir Kennedy.
Hugh N. Kennedy, né le 22 octobre 1947 à Hythe dans le Kent, est un historien britannique, professeur d'arabe au sein de la Faculté des langues et des cultures de l'École des études orientales et africaines de Londres. Diplômé du Pembroke College de l'université de Cambridge, il est titulaire d'un master of Arts et d'un doctorat de philosophie. Il est avant 1972 professeur d'histoire à l'université de Saint Andrews. Ses recherches portent principalement sur l'histoire du monde arabe, sur l'archéologie arabo-musulmane et sur l'Espagne musulmane.

## Publications
- 1981 : (en) The Early Abbasid Caliphate; a Political History (Barnes and Noble, Londres et New York).
- 1986 : (en) The Prophet and the Age of the Caliphates, 600–1050 (Londres, Longman), édition révisée en 2004  (ISBN 0-582-40525-4)
- 1990 : (en) Al-Mansur and al-Mahdi; being an annotated translation of vol. xxix of the History of al-Tabari (Albany, State University of New York Press)
- 1994 : (en) Crusader Castles (Cambridge, Cambridge University Press)  (ISBN 0 521 42068 7), édition révisée en 2001  (ISBN 0-521-79913-9)
- 1996 : (en) Muslim Spain and Portugal: a political history of al–Andalus (Londres, Longman)  (ISBN 0-582-29968-3)
- 2001 : (en) The Armies of the Caliphs: military and society in the early Islamic State (Londres, Routledge)  (ISBN 0-415 25092 7)
- 2003 : (en) Mongols, Huns and Vikings: Nomads at War (London, Cassell)  (ISBN 0-304-35292-6)
- 2004 : (en) The Court of the Caliphs (London, Weidenfeld and Nicolson)  (ISBN 0-297-83000-7)
- 2006 : (en) The Byzantine and Early Islamic Near East (Variorum Collected Studies Series) (Farnham, Ashgate Publishing Limited)  (ISBN 0-754-65909-7)
- 2005 : (en) When Baghdad Ruled the Muslim World: The Rise and Fall of Islam's Greatest Dynasty (Cambridge, MA, Da Capo Press)  (ISBN 0-306-81435-8)
- 2007 : (en) The Great Arab Conquests. How the Spread of Islam Changed the World We Live In. (Londres, Weidenfeld and Nicolson)  (ISBN 0-297-84657-4)